# Joseph Binvignat

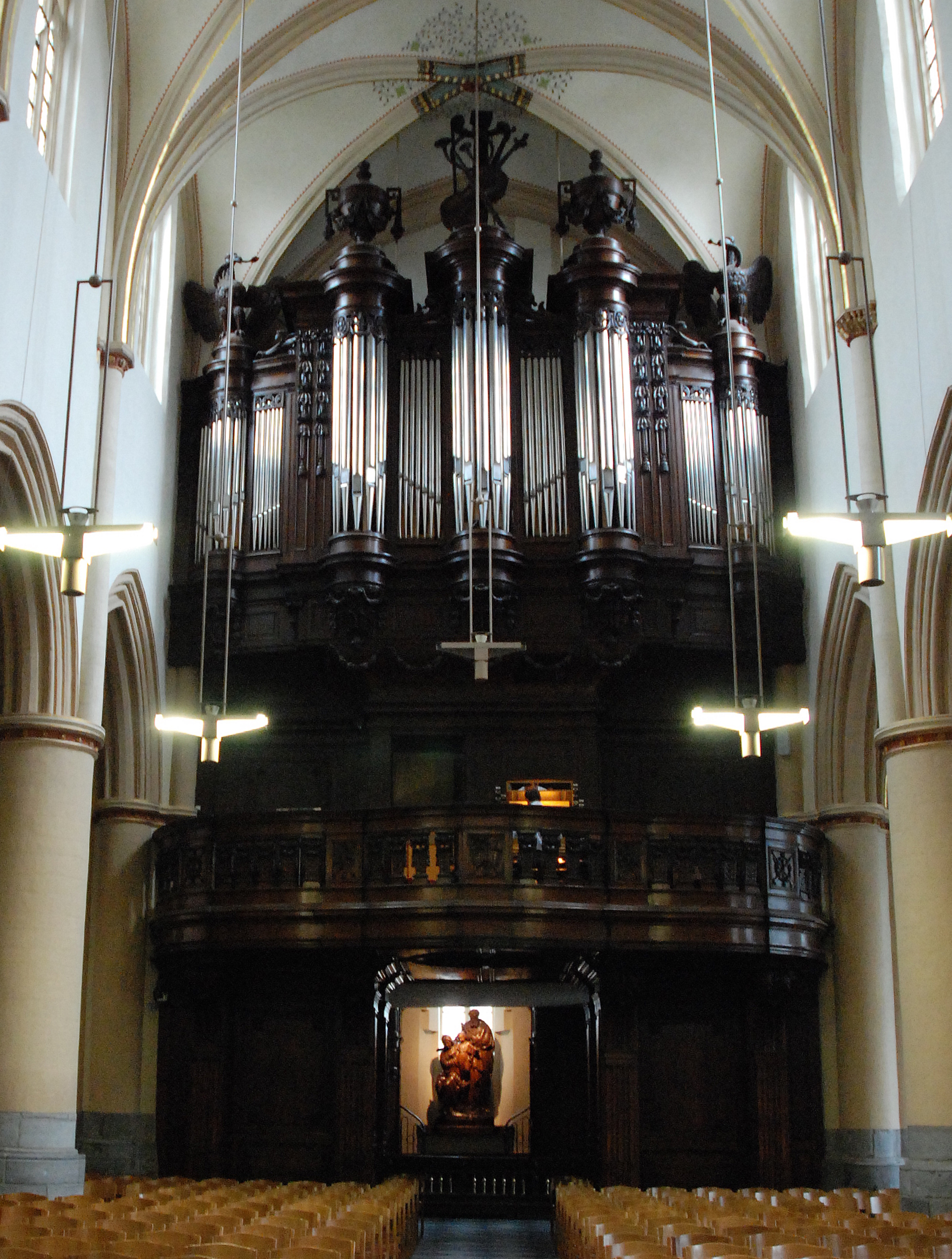
Het kerkorgel van de Sint-Quintinuskathedraal (Hasselt), dat Binvignat en zijn compagnon Houtappel in 1791 bouwden met gebruikmaking van pijpwerk van het vorige Niehoff-orgel uit 1593

Joseph Binvignat (Attigny (Ardennes), 26 juni 1755 - Maastricht, 12 september 1837) was een Nederlandse orgelbouwer van Franse afkomst.

## Leven en werk
Binvignat is geboren als tweede kind van de koopman Claude Binvignat en Nicolle Perin. Als elfjarige verloor hij in augustus 1766 zijn moeder. Zijn vader huwde al een maand na haar dood de dochter van een 'maître en chirurgie', maar stierf twee jaar daarna ook. Hij liet zeven kinderen als wees achter, onder wie de 13-jarige Joseph. Waar Joseph de orgelbouwkunst geleerd heeft is niet bekend, maar als volleerd orgelbouwer verscheen hij midden jaren zeventig in Maastricht.
Hij werd daar in 1777 de compagnon van Lambert Houtappel. In 1779 huwde hij diens zuster Maria Elisabeth, met wie hij negen kinderen kreeg. Zes overleden op jeugdige leeftijd. Eerst in het jaar 1787 vroeg hij het Maastrichts burgerrecht aan en in datzelfde jaar verkreeg hij dit.
Joseph Binvignat werkte zeer vernieuwend. Hij bouwde in 1808 het eerste Nederlandse driemanuaals, in één kast gebouwde orgel, een instrument met hoofdwerk, onderpositief, echo en pedaal, met de klaviatuur aan de voorzijde onder het onderpositief. Daardoor wordt de organist als het ware omringd door orgel en zangkoor. Het staat nog steeds in de Sint-Matthiaskerk te Maastricht. Zijn latere werken kenmerken zich door toenemende soberheid en steeds liefelijker klanken. Hij stierf te Maastricht op 12 september 1837.
In de zeer antiklerikale Franse Tijd (1795 - 1813) heeft Binvignat het duidelijk erg moeilijk gehad. De kerken werden gesloten en kloosters ontmanteld. In latere jaren werd de overheid soepeler. Materieel moet het hem in die tijd erg slecht zijn gegaan. Vijf van zijn negen kinderen stierven voor hun volwassenheid en hij verdiende in die tijd de kost als jeneververkoper.
Hierna kwam zijn bloeitijd en bouwde hij vele fraaie, maar vooral ook klankrijke orgels.
Zijn zoon Adam Matthijs Binvignat, te Maastricht geboren op 29 december 1789, werkte vanaf het begin bij zijn vader. Hij zette na diens overlijden de onderneming voort, maar bereikte niet diens faam. Hij bracht geen vernieuwingen, maar bleef 18e-eeuwse types maken. Hij beperkte zich ten slotte tot het maken van piano's. Hij bleef wel orgels herstellen, zoals het orgel van het Wittevrouwenklooster te Maastricht in 1849. Hij overleed in 1850.

## Nalatenschap

### Nederland
Binvignat-orgels zijn in Nederland onder andere te vinden in: 
- Maastricht (Sint-Janskerk, Sint-Matthiaskerk en Cellebroederskapel)
- Maastricht (Onze Lieve Vrouwe Basiliek) Séverin-orgel van orgelbouwer Andries Severijn en door Binvignat gerenoveerd.
- Geulle (Sint-Martinuskerk)
- Houthem (Sint-Gerlachuskerk)
- Mechelen (Sint-Jan de Doperkerk)
- Simpelveld (Sint-Remigiuskerk)
- Kerkrade (Sint-Lambertuskerk)
- Oirsbeek (Sint-Lambertuskerk)
- Eindhoven (Augustijnenkerk)

### België
In België bevinden zich Binvignat-orgels in onder andere: 
- Hasselt (Sint-Quintinuskathedraal)
- Stokkem (Sint-Elisabethkerk)
- Lummen (Onze-Lieve-Vrouw Hemelvaartkerk)
- Montzen (Sint-Stevenskerk)

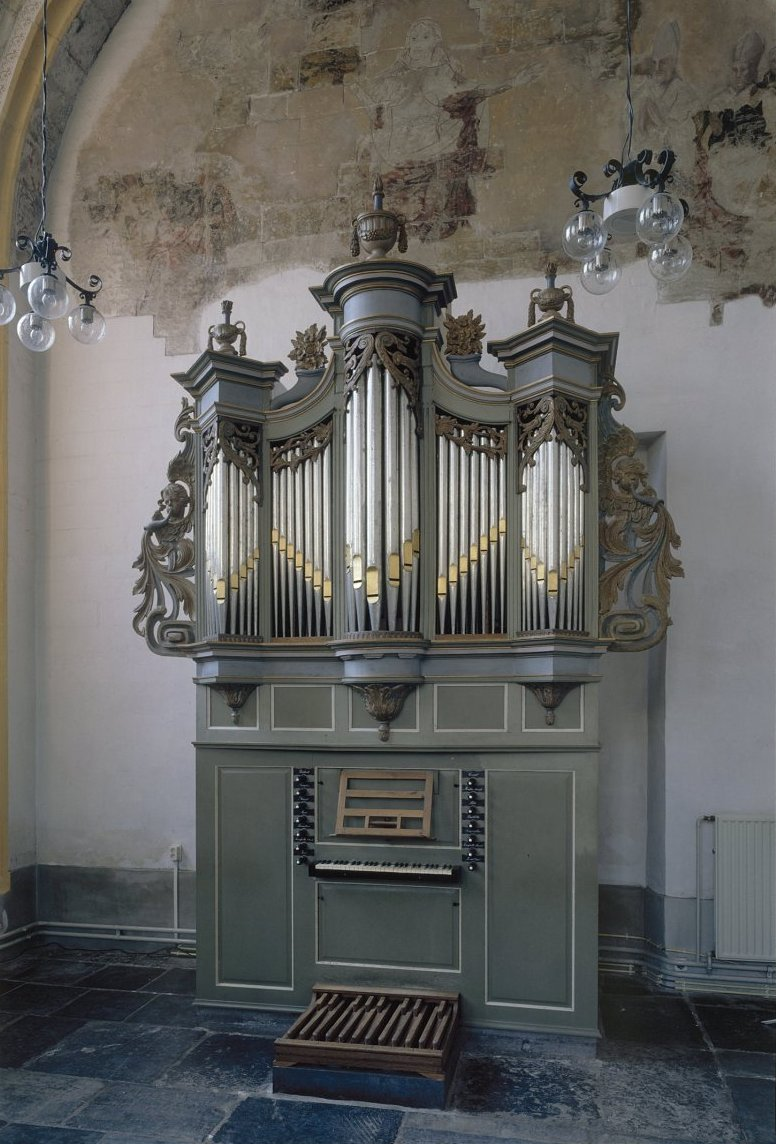
Cellebroederskapel, Maastricht
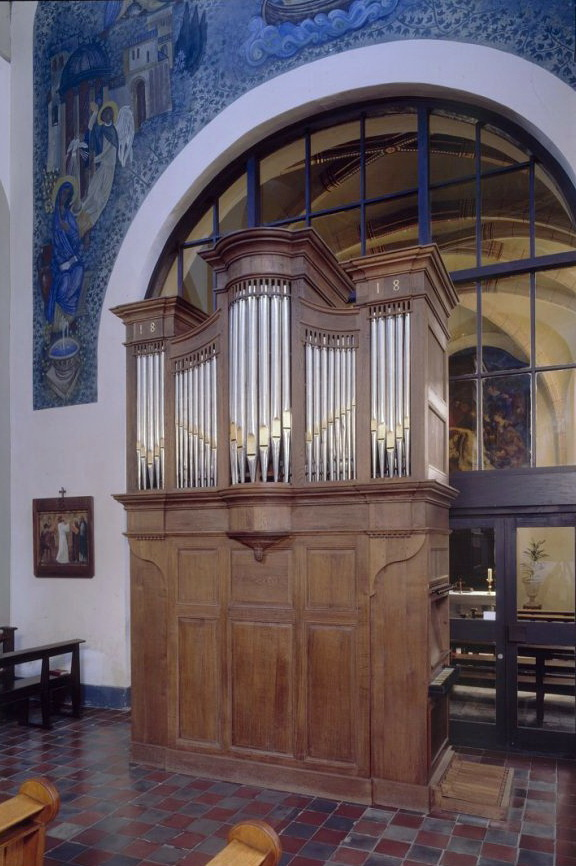
St-Martinuskerk, Geulle
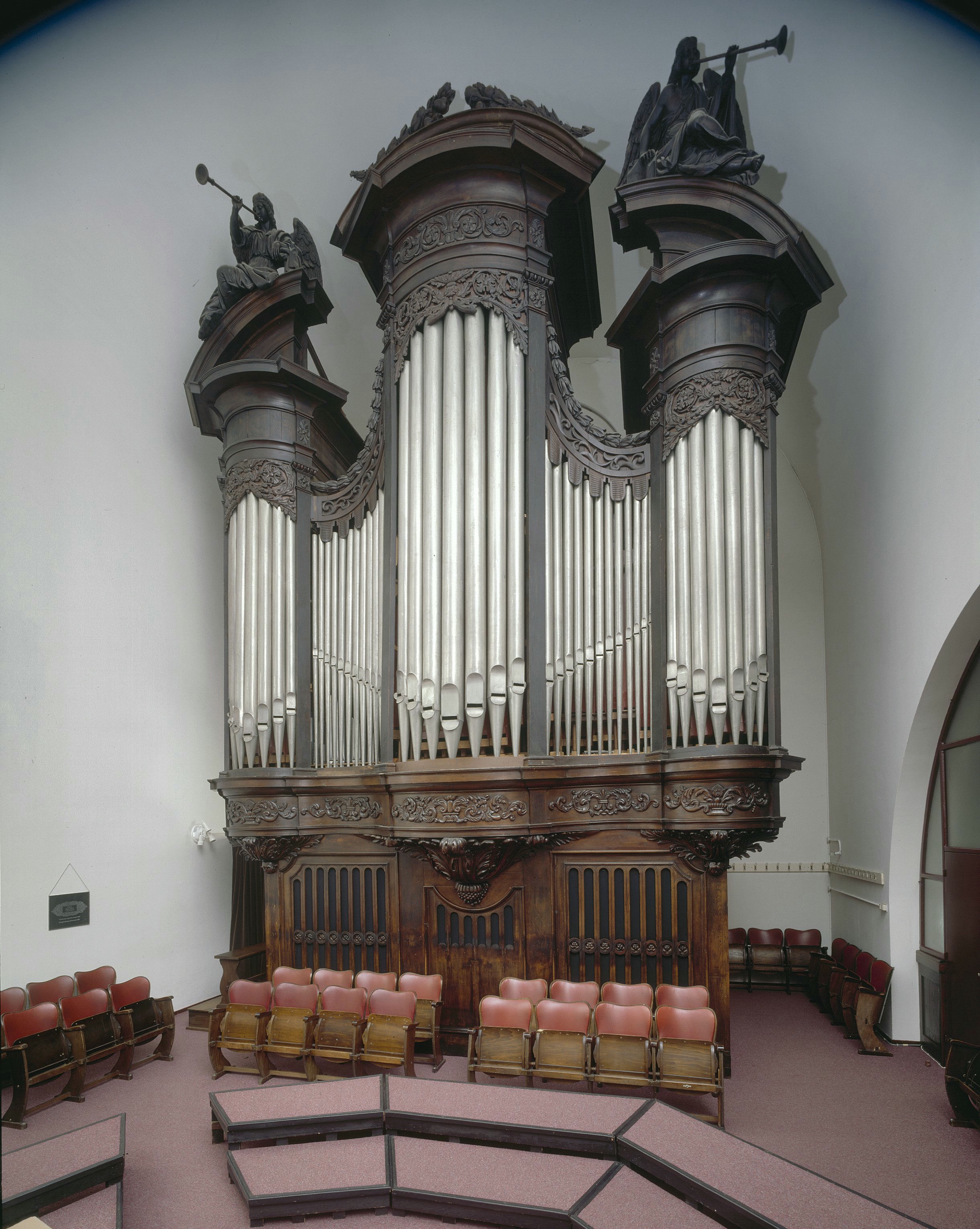
St-Lambertuskerk, Kerkrade
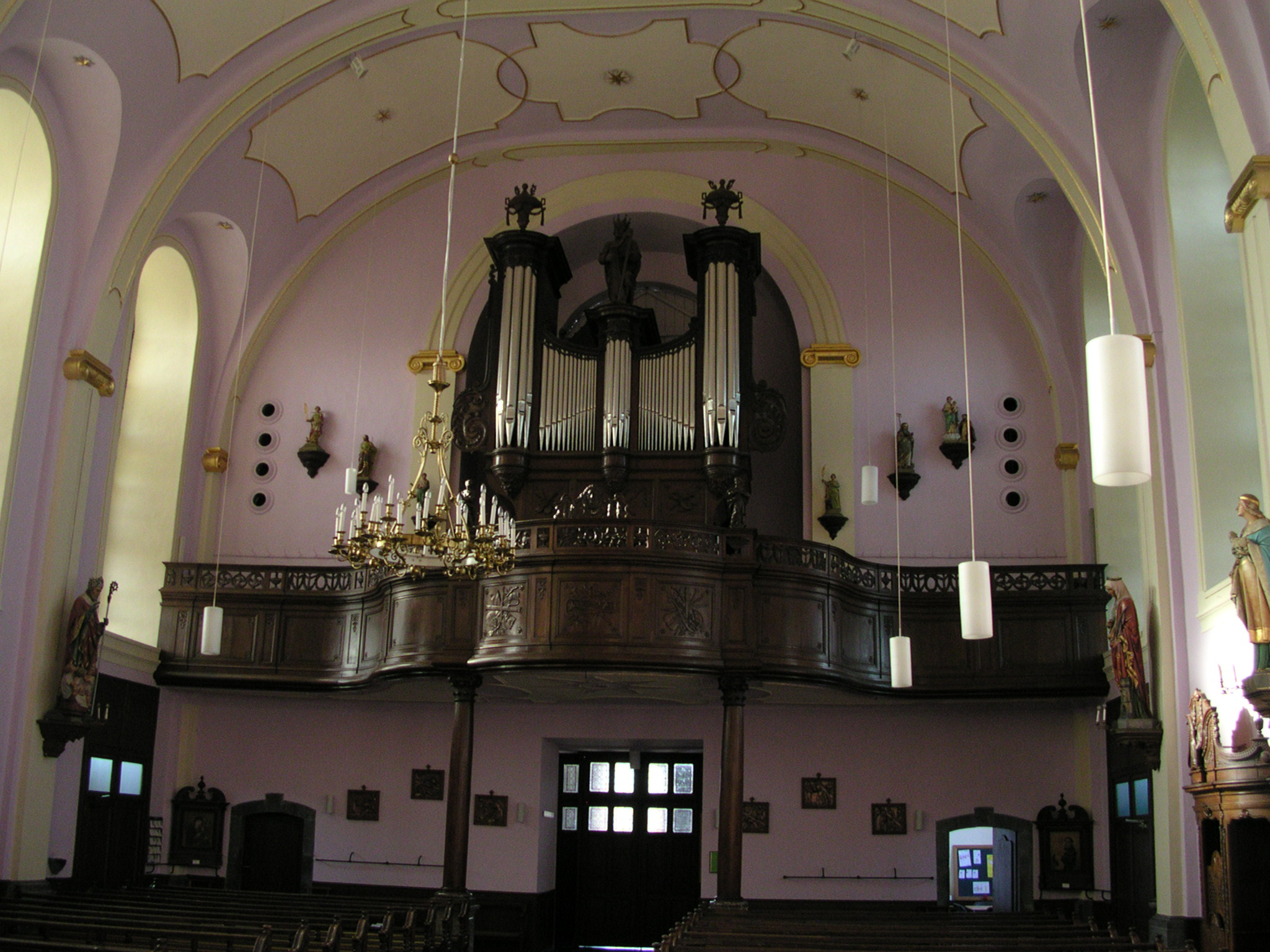
St-Stevenskerk, Montzen